# Пембертон, Джозефин
Джозефин Пембертон (Josephine Mary Pemberton) — британский эволюционный биолог. Профессор молекулярной экологии Эдинбургского университета, член Королевского общества Эдинбурга (2008) и Лондонского королевского общества (2017).
Окончила Оксфордский университет (бакалавр, 1975).
Степень доктора философии получила в 1978 году в Университете Рединга.
В 1987—1991 гг. постдок в Кембридже.
В 1994—2006 гг. преподаватель Эдинбургского университета.
Член EMBO с 2014 года.